# Barton Blount
Barton Blount – wieś w Anglii, w hrabstwie Derbyshire, w dystrykcie South Derbyshire. Leży 15 km na zachód od miasta Derby i 189 km na północny zachód od Londynu. Miejscowość liczy 74 mieszkańców.